# Cribroelphidium
Cribroelphidium, en ocasiones erróneamente denominado Cribroelphydium, es un género de foraminífero bentónico de la subfamilia Elphidiinae, de la familia Elphidiidae, de la superfamilia Rotalioidea, del suborden Rotaliina y del orden Rotaliida. Su especie tipo es Cribroelphidium vadescens. Su rango cronoestratigráfico abarca desde el Mioceno hasta la Actualidad.

## Discusión
Las especies de Cribroelphidium han sido también consideradas en el género Elphidium.

## Clasificación
Se han descrito numerosas especies de Cribroelphidium. Entre las especies más interesantes o más conocidas destacan:
- Cribroelphidium magellanicum
- Cribroelphidium poeyanum
- Cribroelphidium vadescens

Un listado completo de las especies descritas en el género Cribroelphidium puede verse en el siguiente anexo.
En Cribroelphidium se ha considerado el siguiente subgénero:
- Cribroelphidium (Rimelphidium), también considerado como género Rimelphidium y aceptado como Cribroelphidium